# ディーノ・ジュルビッチ
エディン・"ディーノ"・ジュルビッチ（Edin "Dino" Đulbić、1983年2月16日 - ）は、ユーゴスラビア (現ボスニア・ヘルツェゴビナ)・ドボイ出身の元オーストラリア代表のサッカー選手。

## 経歴
2006年、サウス・メルボルンFCでプレーしている頃にビクトリア州プレミアリーグのグランドファイナルでアルトナ・マジックSCを1-0で破り優勝した。
同年にパース・グローリーFCのトライアルに参加すると、コーチ陣から高評価を得て契約。24歳でAリーグデビューし、1年目から傑出したプレーを見せるとクラブの最優秀選手賞にニコライ・トポール＝スタンレー, ジェイミー・コインに次ぐ3位に選ばれた。
2008年8月31日のシドニーFC戦でレッドカードを提示された際、ピーター・グリーン主審に向かってスポーツマンらしくない行為をしたため、5試合の出場停止が言い渡された。
2009年1月20日、ユース時代を過ごしたドイツ2部のロート・ヴァイス・アーレンに移籍するも、怪我のためにまともに出場出来なかった。12月30日、Aリーグに新たに参加するゴールドコースト・ユナイテッドFCへ移籍し終盤の7試合に出場。ファイナルシリーズにも1試合出場した。2010-11シーズンもレギュラーを務め、チームの堅守に貢献しながら3得点を挙げた。
シーズン終了後に中国サッカー・スーパーリーグ (CSL)の陝西中建地産滻灞足球隊と2年契約を結び、2011年4月3日に初出場した。その後、クラブは貴州省に移転したことで貴州人和足球倶楽部に名称変更した。
2012年10月30日、チームをAFCチャンピオンズリーグ2013圏内の4位に貢献するとCSLのベストイレブンに選ばれた。

### 代表
中国サッカー・スーパーリーグでのプレーが認められ、2012年にホルガー・オジェック監督率いるオーストラリア代表に招集され、東アジアカップ2013予選2次リーグのグアム戦で代表デビューをした。

## 所属クラブ
- パースSC（英語版） 2001-2005
- フランクストン・パインズ（英語版） 2006
- サウス・メルボルンFC 2006-2007
- パース・グローリーFC 2007-2009
- ロート・ヴァイス・アーレン 2009
- ゴールドコースト・ユナイテッドFC 2010-2011
- 貴州人和 2011-2012
- アル・ワフダ 2013-2014
- パース・グローリー 2014-2017
- FELDAユナイテッド 2017-2018
- メルボルン・ビクトリーFC 2018
- パース・グローリー 2018-2020

## タイトル
個人
- 中国サッカー・スーパーリーグベストイレブン : 2012